# Navodnici
Navodnici su parovi razgodaka kojima se označava da se tekst doslovno navodi (da se nekoga citira), da se označenim riječima pridaje neko drugo značenje, možda čak i suprotno, ironičan stav prema napisanom, ili da se radi o naslovu nekog djela. Navodnici se sastoje od početnih i završnih navodnika.
U hrvatskom jeziku koriste se parovi „ ” i » « za navodnike i par ‘ ’ za polunavodnike. U drugim jezicima navodnici mogu biti parovi « », " ", “ ”, „ “ i sl.

## Vrste navodnika
U svakodnevnom radu s računalima obično se koriste pojednostavljeni navodnici " ":
Lao Ce: "Putovanje od tisuću milja počinje prvim korakom."
Hrvatski se navodnici „ ” postavljaju tako da se prvi stavi ispod razine teksta, u razini zareza, a drugi iznad razine teksta, u razini izostavnika:
Meša Selimović: „Sve će proći. Ali, kakva je to utjeha? Proći će i radost, proći će i ljubav, proći će i život. Zar je nada u tome da sve prođe?”
Postoji i inačica česta u tiskanim djelima: » « ili « » (potonja je uobičajena u ruskom, bjeloruskom i ukrajinskom):
Miroslav Krleža: »Riječi… spajaju ljude kao mostovi, stvarajući u isto vrijeme izmedju čovjeka i čovjeka nepremostivosti vrlo često dublje od najmračnijega ponora.«

## Uporaba u jeziku
Navodnici se koriste da se navede nešto upravo onako kako je izvorno napisano, bez obzira na moguće pogreške koje se također doslovno citiraju. Ako se neki dio citata izostavlja, on se može označiti trotočjem koje se najčešće stavlja unutar zagrada da se ne bi stvorila pomutnja oko toga je li dio izvornika ili ne. Ako se neki dio citata istakne, treba se napisati tko je istaknuo, također zbog moguće pomutnje.
Miroslav Krleža: „Već osamnaest milijuna godina hodamo na stražnjim nogama, a još smo četveronošci u glavnom svi! I što to znači, znati čitati i pisati, kada pišemo već sigurno dulje od pedeset hiljada godina, a svakih stotinu godina rodi se jedan čovjek, koji umije doista pisati, a njega ne zna i ne čita nitko!” (istaknula N. N.)
Navodnicima se prvenstveno označava upravni govor:
Kad je baka ovo čula, zamisli se teško. A onda se polako vrati od ogradice, dođe natrag pred Stribora, nakloni se duboko i reče: „Hvala ti, dobri gospodaru, na svemu dobru, što mi ga daješ. Ali ja volim ostati u svojoj nesreći, a znati, da imam sina, negoli da mi dadeš sve blago i sve dobro ovoga svijeta, a da moram zaboraviti na sina!”
Poznate izreke i poslovice ne stavljaju se u navodnike:
Veli stara narodna: Tko rano rani, dvije sreće grabi.
Navodnicima se označavaju tuđe riječi koje su tijesno povezane s tekstom ili rečenicom, a pisac ih želi označiti kao tuđe:
Čovjek je „politička životinja”, kako veli Aristotel.
Navodnicima se označavaju i riječi koje nisu dio standardnoga jezika, ali ih pisac koristi:
Cijelo je vrijeme govorila o „alehopterima” na nebu.
Navodnici se koriste i za izražavanje drugoga, prenesenog značenja, obično kao ironija:
Bio je „divan” prijatelj.
On je vrlo, vrlo „pametan”.
Ako je za imena tvrtki, ustanova, tiska i drugih očito da su vlastita imena, ne stavljaju se u navodnike, no, ako su nastali iz raznih općih imenica, često se stavljaju unutar navodnika da ne bi došlo do pomutnje. No, navodnici se ne trebaju pisati unutar teksta ako se velikim slovom vidi razlika.
Među navodnicima ne treba pisati nazive knjiga, novina, proizvoda, tvrtki, ustanova i sličnog jer je veliko početno slovo uvijek znakom da je riječ o vlastitom imenu.
Ako je neka ustanova iz počasti uzela naziv nečijeg osobnog imena, postoje dva načina pisanja. Ako su ime i prezime u nominativu, koriste se navodnici. Ako su u genitivu, navodnici se ne koriste:
Koncertna dvorana Vatroslava Lisinskog
Koncertna dvorana „Vatroslav Lisinski”
Osnovna škola »Mato Lovrak«
Osnovna škola Mate Lovraka

### Dijalozi
Navodnici se koriste i u dijalogu:

"A tko je ovo?" upita majstor Mrkonja.

"Ovo je sirota bez oca i majke kao i ja. Mi putujemo zajedno", odvrati Hlapić.

"Povest ćemo onda i nju kući", odvrati majstor i Hlapiću se učini da je majstor tužno uzdahnuo.

Ali onda klikne Hlapić Giti: "O, koliko sam sada vremena izgubio. Eno mjesec je jasan, žurimo se do Markove kuće!"

"Hajdemo zajedno", reče majstor Mrkonja. "I meni nije ova šuma draga. Pripovijedat ćeš mi putem kud se tako žuriš."

U novije se vrijeme umjesto navodnika za označavanje dijaloga koristi i crtica:

– Zakuni se, ćoravi svate!

– Kunem se! – ponovi Ferkonja zagušenim i ljutim glasom…

– Na što se kuneš, haramijo?

– Na što hoćeš!?

– Kunem se da ne ću vrijeđati, napastovati, tući i zlostavljati ove male kneginjice kojoj sam pozobao zlatna puceta poput ptice grabilice! Zakuni se tako...

– Kunem se! – i Ferkonja opetovaše riječ po riječ...

Navodnici i crtice ne koriste se u dijalozima dramskih tekstova gdje su označena lica:

DRUGI SELJAK: A kako se zvala prestava?

ŠIMURINA: Čekaj, majku ti božju... Jest... Pari mi da se zvala "Omlet".

ŠKUNCA: Nije "Omlet" nego "Hamlet".

ŠIMURINA: Muči ti, učo, ne prekidaj me! Omlet ili Amlet, šta nije isti belaj.

### Navodnici i drugi razgodci
Ako je među navodnicima potpuna rečenica, rečenični znakovi dolaze ispred drugog navodnika:
I upitao me: »Kamo ideš?«
Ako je među navodnicima samo dio rečenice ili jedna riječ, rečenični se znakovi stavljaju iza drugog navodnika:
I naveli su brojne tuđice, od kojih je posebno raširena riječ „shopping”.
Ako se rečenica prekida nekim umetkom koji najčešće objašnjava i donosi govornika, zarez se stavlja iza drugog navodnika ako sama rečenica na tom mjestu ne sadrži neki razgodak. Ako ga pak sadrži, zarez se piše ispred drugoga navodnika:
»Sve što se može izreći«, veli Wittgenstein, »može se izreći jasno.«
»Majstore,« kažu stihovi Slavka Mihalića, »ugasi svijeću.«
Ako upravni govor završava upitnikom ili uskličnikom, zarez ne dolazi poslije citiranog dijela:
„Kamo je otišao?” upitala me majka.
„Ogenj, ogenj!” vikali su glasovi u tmini.

## Polunavodnici
Ako se neki navod nađe unutar postojećeg navoda, tada se on označava polunavodnicima, oblikom jednakim izostavniku. U hrvatskoj inačici dolaze kao ‘ ’, dok je u svakodnevnom radu s računalima najčešći oblik ' ':

Krleža je napisao u svome romanu: "Tako se je otkinuo one noći u svoju fatalnu patnju, u svoj glupi roman za onom naivnom malom provincijalnom guskom, zbog koje je onda prolumpao maminu stotinjarku i proigrao čitavu svoju mladost!

'Kako je čudno to slijepo kretanje u nama, kako su ljudska tijela tajanstveni galvanski stupovi i kako se svi mičemo po nekim mračnim i neshvatljivim zakonima u našem mesu! Krene se tako nešto u ovakvom sedamnaestgodišnjem balavcu, otkine se kao sudbina, i jedna ovakva mala mačka, posuta pjegama, ovakva plitka ograničena djevojčica postaje sudbinom, koju čovjek vuče sobom čitav život kao mlinski kamen!'

Odbio se tako u mislima od ceste, te hodajući uz potok, kroz mračnu i vlažnu guduru punu zapaha vlage i mokrog slapa, našao se na otvorenom proplanku na rubu hrastove šume."

Umjesto polunavodnika, da bi se očuvao izgled izvornika, može se koristiti i neka druga vrsta navodnika za cijeli navod ili pak kurziv.